# 復讐のビッグガン
『復讐のビッグガン』（原題：Parole de flic）は、1985年制作のフランスのアクション映画。アラン・ドロン主演。日本では劇場未公開で、旧ビデオタイトルは『凶悪の街・刑事の勲章』。

## あらすじ
凄腕の元刑事のダニエルは娘が死んだという知らせを聞き、滞在先のコンゴからリヨンへ急ぎ戻り、悲しみの対面をする。
旧友のライネル警部の忠告を振り切って一人捜査を進めたダニエルは、街の不良グループを粛正して回る謎の武装自警団の存在を知る。娘はその武装自警団に殺されたのだった。
ダニエルは娘の復讐を誓い、武装自警団のメンバーを次々に倒していくが、彼らの背後には意外な人物の存在があった…。

## キャスト
| 役名               | 俳優                           | 日本語吹替                                                                         |
| 役名               | 俳優                           | テレビ朝日版                                                                       |
| ------------------ | ------------------------------ | ---------------------------------------------------------------------------------- |
| ダニエル・プラット | アラン・ドロン                 | 野沢那智                                                                           |
| ライネル警部       | ジャック・ペラン               | 中田浩二                                                                           |
| サビーヌ           | フィオナ・ジェラン             | 戸田恵子                                                                           |
| アベル             | ステファーヌ・フェラーラ       | 天地麦人                                                                           |
| ダックス           | ヴァンサン・ランドン           | 曾我部和恭                                                                         |
| シルバン           | ジャン＝フランソワ・ステヴナン | 千田光男                                                                           |
| ドミニク           | エヴァ・ダーラン               | 浅井淑子                                                                           |
| ルイス             | ガイ・ビルダード               | 飯塚昭三                                                                           |
| ランコ             | ジャン・フィリップ・ラフォント | 村松康雄                                                                           |
| レミ               | ジャン＝イヴ・シャトゥレ       | 嶋俊介                                                                             |
| デビィ             | ベルナール・アトラン           | 屋良有作                                                                           |
| ミレーユ           | オーレル・ドアザン             | 佐々木優子                                                                         |
| 不明 その他        |                                | 伊井篤史 喜多川拓郎 目黒裕一 石塚運昇 今井洋子 星野充昭 北原健二 石田美鈴 川口明美 |
|                    |                                |                                                                                    |
| 演出               | 演出                           | 高桑慎一郎                                                                         |
| 翻訳               | 翻訳                           | 入江敦子                                                                           |
| 効果               | 効果                           | 南部満治 大橋勝次 河合直                                                           |
| 調整               | 調整                           | 遠西勝三                                                                           |
| 制作               | 制作                           | ニュージャパンフィルム                                                             |
| 解説               | 解説                           | 淀川長治                                                                           |
| 初回放送           | 初回放送                       | 1987年6月21日 『日曜洋画劇場』                                                     |

※初放送タイトルは『復讐のビッグガン・リヨン連続殺人事件』、再放送時タイトルは『炸烈!復讐鬼刑事・死のガンショット』。吹替はDVD・BD収録。